# اسمک‌داون (دبلیودبلیوئی برند)
اسمک‌داون (به انگلیسی: SmackDown) یکی از برندهای کمپانی دبلیو دبلیو ای است و تعدادی از کشتی‌گیران این کمپانی تحت نام این برند مشغول به فعالیت هستند، هر از چند گاهی برخی از کشتی گیران این برند به برند راو منتقل می‌شوند و چندی از کشتی گیران راو به سمک‌داون منتقل می‌شوند. سمک‌داون در اواسط سال ۲۰۱۱ تا ۱۹ ژوئیه ۲۰۱۶ راستر جدایی از راو نداشت و کشتی‌گیرها در هر دو برند فعالیت می‌کردند تا این که وینس مکمن مدیر عامل دبلیو دبلیو ای و شبکه کابلی USA به دلیل افت بیننده‌های سمک‌داون نسبت به راو تصمیم به لایو کردن سمک‌داون مانند راو کردند و به دلیل تعداد زیاد اعضای راستر کمپانی تصمیم به جدا کردن راستر سمک‌داون از راو را مانند گذشته در دستور کار قرار داد بدین ترتیب از تاریخ ۲۰۱۶/۰۷/۱۹ سمک‌داون هر سه‌شنبه به صورت لایو پخش می‌شود.